# Coast to Coast (album của Westlife)
Coast to Coast là album thứ hai của ban nhạc nam đến từ Ireland Westlife, phát hành ngày 6 tháng 11 năm 2000. Nó được phát hành lại thành một tập với album của họ World of our Own ngày 25 tháng 1 năm 2005. Album đã bán được 8 triệu bản trên toàn thế giới. Đây là album bán chạy nhất thứ tư năm 2000 ở Anh Quốc.
"Close", "Soledad" và "Puzzle of My Heart" đã phát trên sóng truyền thanh Philippines. Trong khi "En Ti Deje Mi Amor" đã phát hành làm đĩa đơn (dạng đĩa) chỉ ở những nước nói tiếng Tây Ban Nha.

## Danh sách bài hát

### CD
| TT | Tên bài hát                                  | Thời lượng |
| -- | -------------------------------------------- | ---------- |
| 1  | "My Love"A                                   | 3:53       |
| 2  | "What Makes a Man"A                          | 3:51       |
| 3  | "I Lay My Love On You"A                      | 3:30       |
| 4  | "I Have A Dream (Remix)"B                    | 4:16       |
| 5  | "Against All Odds (Take a Look at Me Now)"A, | 3:22       |
| 6  | "When You're Looking Like That"A,            | 3:53       |
| 7  | "Close"A                                     | 4:04       |
| 8  | "Somebody Needs You"A,                       | 3:09       |
| 9  | "Angel's Wings"A                             | 4:05       |
| 10 | "Soledad"A                                   | 3:58       |
| 11 | "Puzzle Of My Heart"A                        | 3:40       |
| 12 | "Dreams Come True"A                          | 3:08       |
| 13 | "No Place That Far"A                         | 3:14       |
| 14 | "Close Your Eyes"B                           | 4:34       |
| 15 | "You Make Me Feel"A                          | 3:38       |
| 16 | "Loneliness Knows Me By Name"A               | 3:03       |
| 17 | "Fragile Heart"A                             | 3:01       |
| 18 | "Every Little Thing You Do"A                 | 4:11       |
| 19 | "Uptown Girl (Radio Edit)"D                  |            |
| 20 | "My Girl"D                                   |            |
| 21 | "En Ti Deje Mi Amor (Single Remix)"D         |            |
| 22 | "Con Lo Bien Que Te Ves (Single Remix)"D     |            |
| 23 | "Don't Get Me Wrong"BC                       | 3:45       |

### Cassette

#### Mặt A
A1 - My Love (3:53)

A2 - What Makes A Man (3:51)

A3 - I Lay My Love On You (3:30)

A4 - Against All Odds (3:22)

A5 - When You're Looking Like That (3:53)

A6 - Close (4:04)

A7 - Somebody Needs You (3:09)

A8 - Angel's Wings (4:05)

#### Mặt B
B1 - Soledad (3:58)

B2 - Puzzle Of My Heart (3:40)

B3 - Dreams Come True (3:08)

B4 - No Place That Far (3:14)

B5 - You Make Me Feel (3:38)

B6 - Loneliness Knows Me By Name (3:03)

B7 - Fragile Heart (3:01)

B8 - Every Little Thing You Do (4:07)
Ghi chú
- A Những bài hát có ở tất cả các phiên bản
- B Những ca khúc được thêm vào ở Anh/Ireland mà sau đó đã được thêm trong lần phát hành lại của album ở châu Á trong một bonus disc
- C Một bài hát ẩn ở Anh/Ireland, sau đó được thêm trong lần phát hành lại của album ở châu Á trong một bonus disc
- D Những bài được thêm vào lần phát hành lại album ở Anh, Ireland và Tây Ban Nha.

## Xếp hạng
Coast to Coast có mặt ở thẳng vị trí #1 trên UK Top 75 Albums với 234.000 bản bán được trong tuần đầu phát hành. Album đứng yên ở các vị trí cao trong một tuần và bị lật đổ bởi 1 của The Beatles, nó đạt chứng nhận 5x Bạch kim và bán được trên 1,5 triệu bản ở Anh.
| Bảng xếp hạng (2000–01)                  | Vị trí cao nhất |
| ---------------------------------------- | --------------- |
| Album Úc (ARIA)                          | 40              |
| Album Áo (Ö3 Austria)                    | 59              |
| Album Bỉ (Ultratop Vlaanderen)           | 17              |
| Album Đan Mạch (Hitlisten)               | 8               |
| Album Hà Lan (Album Top 100)             | 13              |
| European Albums Chart                    | 9               |
| Album Phần Lan (Suomen virallinen lista) | 32              |
| Album Đức (Offizielle Top 100)           | 19              |
| Album Iceland (Tonlist)                  | 11              |
| Album Ireland (IRMA)                     | 1               |
| Album Ý (FIMI)                           | 46              |
| Album Nhật Bản (Oricon)                  | 21              |
| Album Malaysia (IFPI)                    | 1               |
| Album México (Top 100 Mexico)            | 6               |
| Album New Zealand (RMNZ)                 | 2               |
| Album Na Uy (VG-lista)                   | 6               |
| Album Bồ Đào Nha (AFP)                   | 27              |
| Album Scotland (OCC)                     | 1               |
| Album Thụy Điển (Sverigetopplistan)      | 3               |
| Album Thụy Sĩ (Schweizer Hitparade)      | 38              |
| Album Anh Quốc (OCC)                     | 1               |

| Bảng xếp hạng (2000)                | Vị trí |
| ----------------------------------- | ------ |
| Album Đan Mạch (Hitlisten)          | 50     |
| Album Hà Lan (Album Top 100)        | 90     |
| Album quốc tế Hàn Quốc (MIAK)       | 38     |
| Album Anh quốc (OCC)                | 4      |
| Bảng xếp hạng (2001)                | Vị trí |
| Album Đan Mạch (Hitlisten)          | 99     |
| Album Hà Lan (Album Top 100)        | 53     |
| Album Đức (Offizielle Top 100)      | 30     |
| Album Thụy Điển (Sverigetopplistan) | 82     |
| Album Anh quốc (OCC)                | 73     |

| Bảng xếp hạng (2000–2009) | Vị trí |
| ------------------------- | ------ |
| Album Anh quốc (OCC)      | 47     |

## Doanh số và chứng nhận
| Quốc gia                                                                           | Chứng nhận  | Số đơn vị/doanh số chứng nhận |
| ---------------------------------------------------------------------------------- | ----------- | ----------------------------- |
| Úc (ARIA)                                                                          | Vàng        | 35.000^                       |
| Brasil (Pro-Música Brasil)                                                         | Vàng        | 100.000*                      |
| Đan Mạch (IFPI Đan Mạch)                                                           | Bạch kim    | 50.000^                       |
| Đức (BVMI)                                                                         | Vàng        | 250.000^                      |
| Ireland (IRMA)                                                                     | 7× Bạch kim | 105.000^                      |
| Nhật Bản (RIAJ)                                                                    | Vàng        | 100.000^                      |
| México (AMPROFON)                                                                  | Vàng        | 75.000^                       |
| Hà Lan (NVPI)                                                                      | Vàng        | 40.000^                       |
| New Zealand (RMNZ)                                                                 | 4× Bạch kim | 60.000^                       |
| Na Uy (IFPI)                                                                       | Bạch kim    | 50.000*                       |
| Philippines                                                                        | —           | 280.000                       |
| Thụy Điển (GLF)                                                                    | Bạch kim    | 80.000^                       |
| Thụy Sĩ (IFPI)                                                                     | Vàng        | 25.000^                       |
| Anh Quốc (BPI)                                                                     | 6× Bạch kim | 1.725.393                     |
| Tổng hợp                                                                           |             |                               |
| Asia                                                                               | —           | 2.500.000                     |
| Châu Âu (IFPI)                                                                     | 2× Bạch kim | 2.000.000*                    |
| Worldwide                                                                          | —           | 7.000.000                     |
| * Chứng nhận dựa theo doanh số tiêu thụ. ^ Chứng nhận dựa theo doanh số nhập hàng. |             |                               |

## Lịch sử phát hành
| Nước           | Ngày                |
| -------------- | ------------------- |
| Vương quốc Anh | 6 tháng 11 năm 2000 |
| Úc             | 7 tháng 12 năm 2000 |

## Album video
Một DVD có tên "Coast to Coast - Up, Close and Personal" đã được phát hành ngày 27 tháng 11 năm 2000, có riêng một cuộc phỏng vấn từ các thành viên của nhóm. Album này cũng đã đạt #1 ở Anh.